# Mandator
Mandator AB var ett svenskt konsultföretag inom IT-branschen. Det grundades 1982 av Lars Pettersson och noterades på Stockholmsbörsen 1997. 
Koncernen expanderade och bar under 2000–2003 namnet Cell Network. När marknaden för IT och Internet försvagades renodlades verksamheten. De sista åren innan fusionen med Fujitsu hade Mandator sin bas i Norden och Baltikum.
Mandator AB köptes av Fujitsu Services Overseas Holdings Ltd. 2007. Tvångsinlösen av de sista aktierna skedde 2009.